# Dunajec
A Dunajec a Visztula jobb parti mellékfolyója Lengyelország déli részén és Szlovákiában. Bár a Magyar Királyság határfolyója volt, nem a Dunába ömlik.

## Földrajza
Hossza 247 km (beleszámítva a Fekete-Dunajecet), amiből 17 km Szlovákia területén folyik (Sromowce Niżne és Szczawnica között). Vízgyűjtő területe 6804 km², amiből Lengyelország területén 4854,1 km², Szlovákia területén 1949,9 km².

## Futása

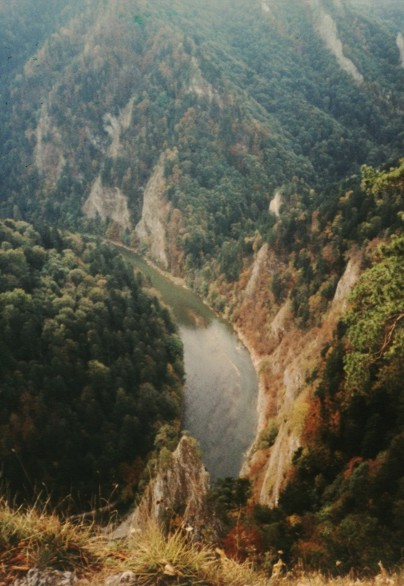
A Dunajec kanyonja a Pieninekben

A Magas-Tátra északi lejtőin, Lengyelországban eredő és északkelet felé tartó Fekete- és Fehér-Dunajec folyók egyesüléséből jön létre Nowy Targ városánál. A folyó végig a Kis-lengyelországi vajdaságban vagy annak határán folyik.
Először délnek tart Szlovákiáig. Ezen a szakaszon épült a Csorsztini-víztározó, ahol jobbról belefut a Magas-Tátrából érkező Bialka (Białka) patak.
Szlovákia határát Szepesófalutól 2 km-re északnyugatra éri el, majd 17 km hosszan lengyel–szlovák határfolyóként, annak utolsó 7 km-es szakasza kanyonként hatol át a Pienineken (Dunajec-áttörés), jobbról mellőzve e hegység domináns Három korona (Trzy Korony) hegyét. Ezen folyószakaszon található annak legszűkebb, mindössze 10 m széles Betyárugrás (Zbojnícky skok) nevezetű szűkülete. A folyó az Erdész-patak torkolatát követően, Erdőstől 2 km-re északnyugatra hagyja el Szlovákia területét. Ezután a hegyeket elhagyva előbb északnak, majd északkeletnek tart.
A Szandeci-medencében, Ószandec és Újszandec között jobbról fut bele legnagyobb mellékfolyója, a Poprád. Újszandecnél jobbról a Kamienica ömlik bele. A Rożnówi-víztározó után, a Czhówi-víztározóban balról a Łososina, Tarnónál pedig jobbról a Biała folyó vize gyarapítja. Tarnó után északnyugatra fordul, végül a Szentkereszt vajdaság határára érve Opatowiec falunál torkollik a Visztulába.

## Települések a folyó mentén

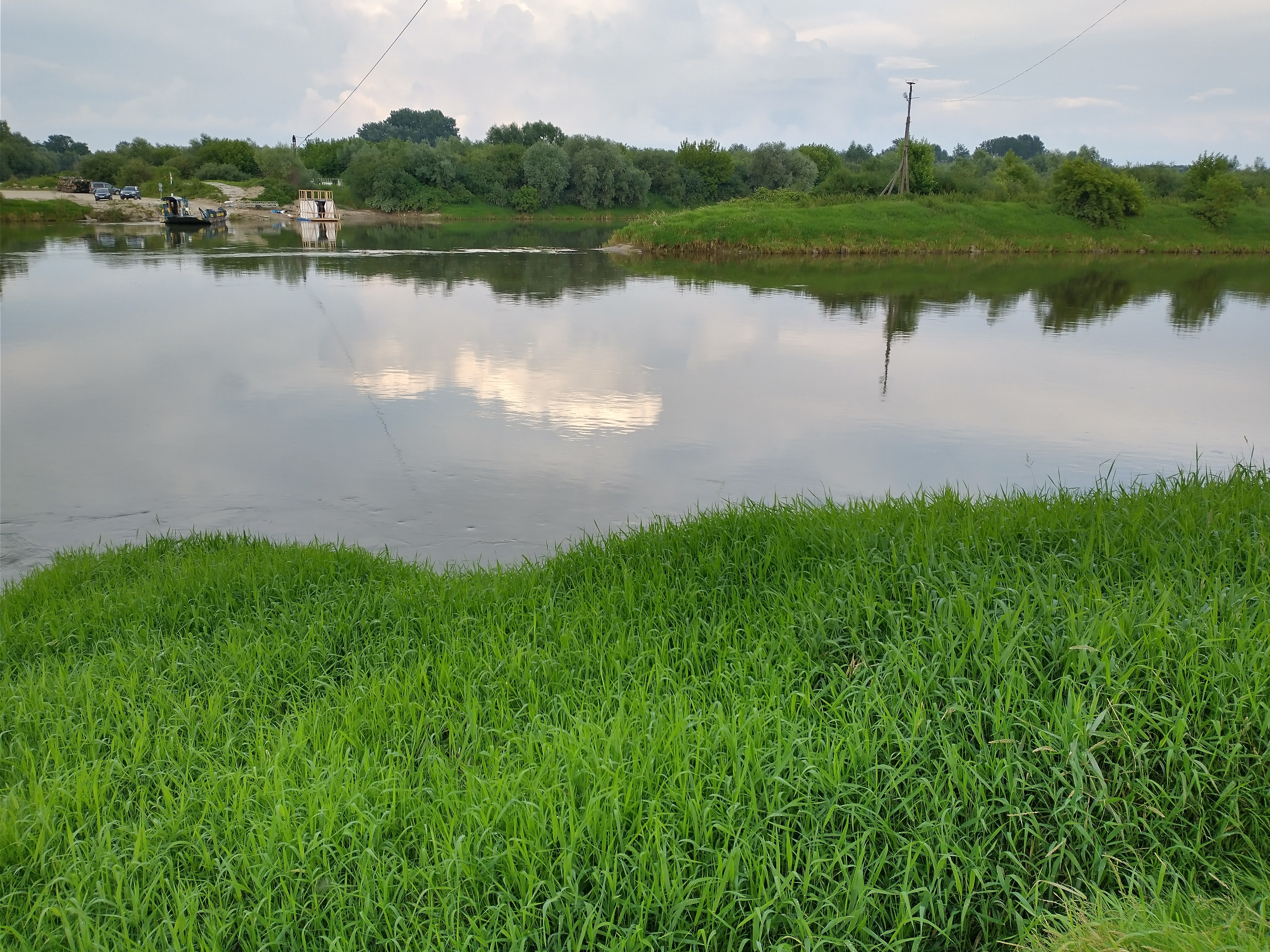
A Dunajec torkolata

(Nem teljes felsorolás. Zárójelben a lengyel, illetve szlovák név szerepel.)
- Nowy Targ
- Csorsztin (Czorsztyn)
- Nedec (Niedzica)
- Szepesófalu (Spišská Stará Ves), Szlovákia
- Szczawnica
- Ószandec (Stary Sącz)
- Újszandec (Nowy Sącz)
- Czchów
- Tarnó (Tarnów)

## Víztározók

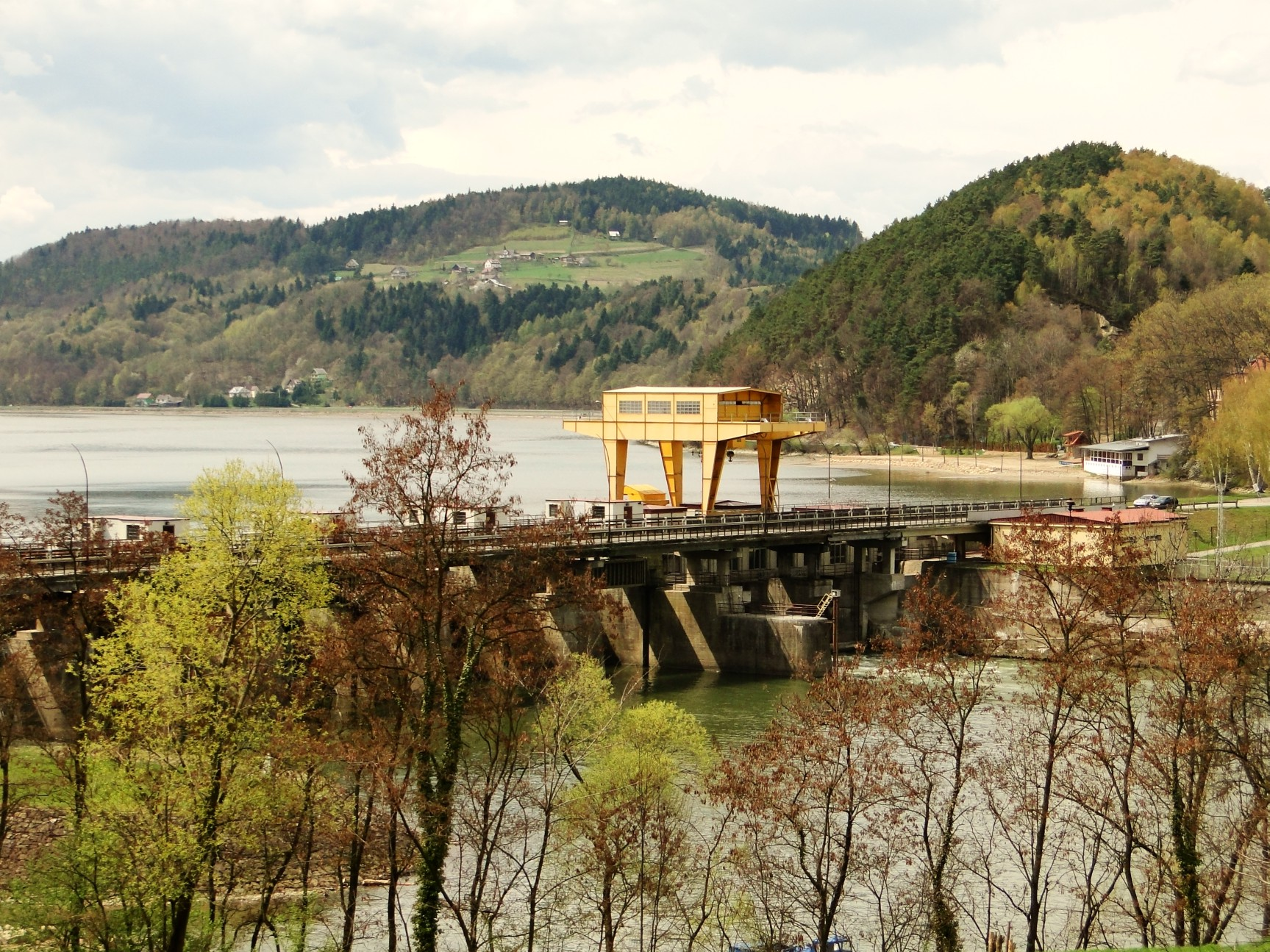
A Czhówi-víztározó gátja

Három nagy mesterséges tó – illetve hozzá tartozó gát és vízerőmű –  található a folyón, ezek:
- Csorsztini-víztározó (Jezioro Czorsztyńskie)
- Rożnówi-víztározó (Jezioro Rożnowskie)
- Czchówi-víztározó (Jezioro Czchowskie)

## Nevezetességei
- Turisztikai nevezetessége a szlovákiai Ómajor illetve Vöröskolostor kikötőjéből induló tutajozások. A két tutajos által irányított vízi járművek az indulási helytől függően a folyó 14 illetve 10 km-es szakaszán hajóznak végig.
- Nedeci vár